# Mustelus mosis
Mustelus mosis  (лат.) — вид хрящевых рыб рода обыкновенных куньих акул семейства куньих акул отряда кархаринообразных. Обитает в Индийском океане. Размножается живорождением. Максимальная зафиксированная длина 150 см. Опасности для человека не представляет. Мясо этих акул употребляют в пищу.

## Таксономия
Впервые вид научно описан в 1899 году. Паратипы: пять особей, пойманные в 1969 году у берегов Шри Ланки.

## Ареал
Mustelus mosis обитают в Красном море, Персидском заливе, у берегов Индии, Пакистана и Шри-Ланки, а также у побережья Квазулу-Наталь, Южная Африка. Она встречаются на континентальном шельфе, на глубине от 20 до 250 м.

## Описание
У Mustelus mosis короткая голова и довольно стройное тело. Расстояние от кончика морды до основания грудных плавников составляет от 17 % до 22 % от общей длины тела. Морда слегка вытянутая. Овальные крупные глаза вытянуты по горизонтали. По углам рта имеются губные борозды. Верхние борозды приблизительно равны по длине нижним. Рот довольно длинный, длиннее глаза, составляет 2,7—3,8 % от длины тела. Тупые и плоские зубы асимметричны, с небольшим центральным остриём. Передняя часть внутренней поверхности рта и дно ротовой полости покрыты щёчно-глоточными зубчиками. Расстояние между спинными плавниками составляет 20—23 % от длины тела. Грудные плавники среднего размера, длина переднего края составляет 13—15 %, а заднего края 9,8—13 % от общей длины соответственно. Длина переднего края брюшных плавников составляет 6,5—7,9 % от общей длины тела. Высота анального плавника равна 2,9—4,7 % от общей длины. Первый спинной плавник имеет форму треугольника, он больше второго спинного плавника. Его основание расположено между основаниями грудных и брюшных плавников. Основание второго спинного плавника находится перед основанием анального плавника. Анальный плавник меньше обоих спинных плавников. У края верхней лопасти хвостового плавника имеется вентральная выемка. Хвостовой плавник вытянут почти горизонтально, его длина составляет 7,1—9,1 % от длины тела. Окрас серый или серо-коричневый без отметин. Брюхо светлое.

## Биология
Mustelus mosis размножаются живорождением. В помёте от 6 до 10 новорожденных. Самцы достигают половой зрелости при длине 63—67 см, средняя длина 106 см. Размер взрослой самки составляет 82 см. Длина новорожденных 26—28 см. Рацион состоит в основном из мелких костистых рыб, моллюсков и ракообразных.

## Взаимодействие с человеком
Не представляет опасности для человека. Этих акул добывают с помощью донных тралов, ставных донных и плавучих жаберных сетей, а также ярусов. В Индии и в Пакистане мясо употребляют в пищу. Эти акулы легко уживаются в неволе. Данных для оценки статуса сохранности данного вида недостаточно.